# Irische Badmintonmeisterschaft 2006
Die Irische Badmintonmeisterschaft 2006 fand am 4. und 5. Februar 2006 im Baldoyle Badminton Centre in Dublin statt.

## Sieger und Finalisten
| Disziplin    | Gold                        | Silber                     |
| ------------ | --------------------------- | -------------------------- |
| Herreneinzel | Scott Evans                 | Lee Evans                  |
| Dameneinzel  | Keelin Fox                  | Erin Keery                 |
| Herrendoppel | Scott Evans Brian Smyth     | Bruce Topping Mark Topping |
| Damendoppel  | Chloe Magee Bing Huang      | Ruth Kilkenny Keelin Fox   |
| Mixed        | Donal O’Halloran Bing Huang | Bruce Topping Erin Keery   |